# Кругосветное плавание Коцебу

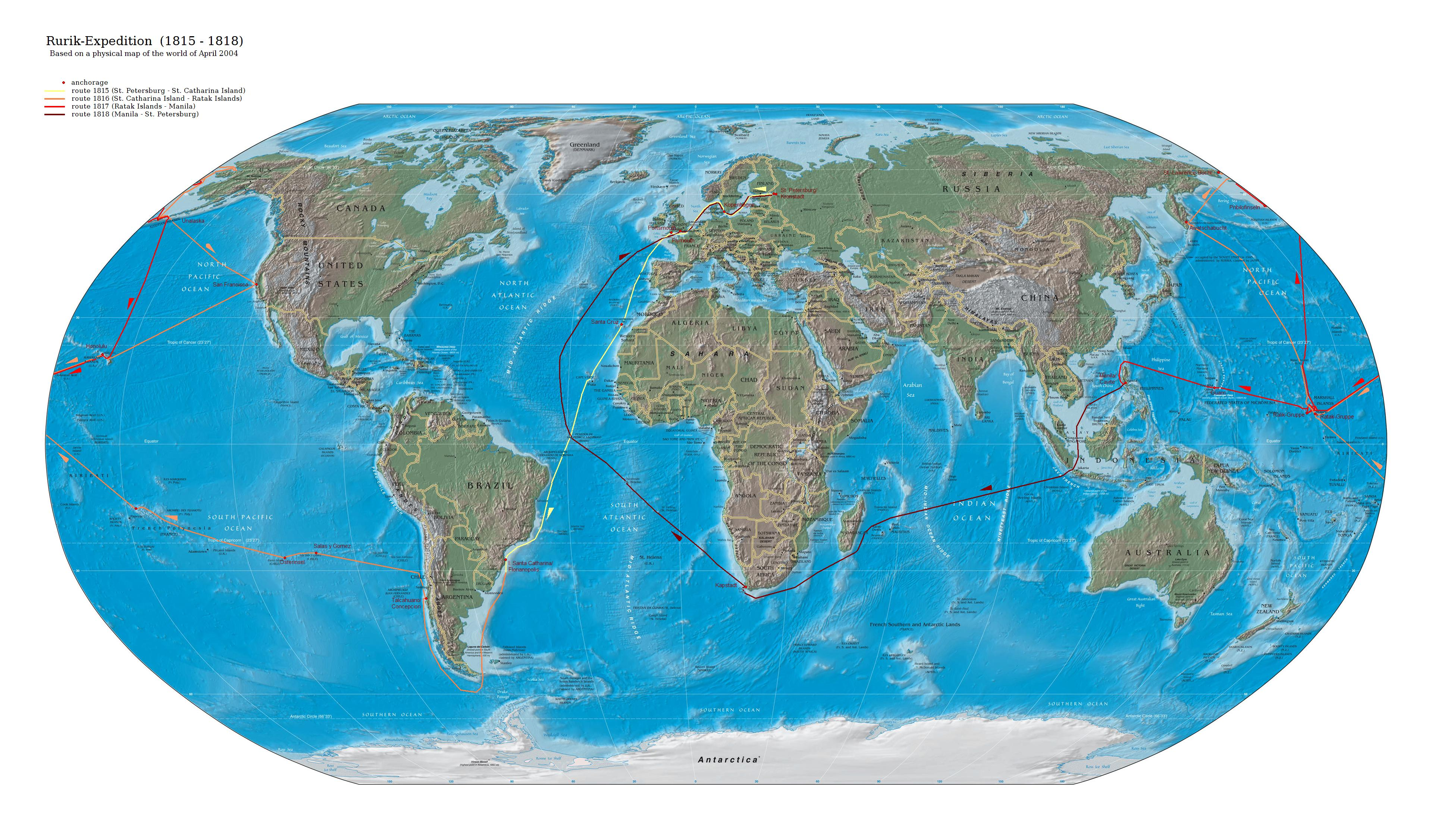
Маршрут кругосветной экспедиции 1815—1818 годов

Кругосветное плавание брига «Рюрик» под командованием О. Е. Коцебу — русская кругосветная научная экспедиция XIX века.
Кругосветная экспедиция, проходившая с 18 (30) июля 1815 по 22 июля (3 августа) 1818 года, была организована иждивением графа Н. П. Румянцева для открытия и освоения Северо-Западного прохода: морского пути из Берингова моря в Атлантический океан вдоль берегов Северной Америки.

## Общие сведения
По представлению Крузенштерна начальником экспедиции был назначен Отто Евстафьевич Коцебу.

## Маршрут плавания
- 18 июля 1815 года бриг «Рюрик» вышел из Кронштадта.
- 28 июля прибыл в Копенгаген, где к экспедиции присоединились учёные Адальберт Шамиссо и Вормскильд.
- 5 сентября пришёл в Плимут. Дважды Коцебу пытался выйти в море, но из-за юго-западных штормов возвращался обратно. Только 23 сентября «Рюрик» благополучно вышел в Атлантический океан и взял курс на пролив Дрейка.
- Посетив для пополнения запасов гавань Санта-Крус на острове Тенерифе и бразильский порт на острове Святой Екатерины 16 декабря бриг «Рюрик» вышел в океан, чтобы обогнуть мыс Горн. У мыса Горн корабль попал в сильный шторм, во время которого экспедиция едва не потеряла своего руководителя: Коцебу чудом успел ухватиться за бухту троса.
- Миновав шторм бриг прибыл в залив Консепсьон на чилийском побережье и 30 января 1816 года стал на якорь у города Талькауано. В течение месяца экспедиция готовилась к переходу через Тихий океан.
- Первой целью экспедиции в Тихом океане была «Земля Дэвиса», обозначенная на картах около 27° южной широты. Не найдя этой земли, Коцебу приказал встать на якорь у острова Пасхи.

Кронштадт (Россия) — Копенгаген (Дания) — Плимут (Великобритания) — Санта-Крус-де-Тенерифе (Канарские острова, Испания) — Флорианополис (Бразилия, Португалия) — Консепсьон (Чили) — Маршалловы Острова — Петропавловск-Камчатский (Россия) — Уналашка (Аляска, Россия) — Сан-Франциско (США) — Гавайские острова (Королевство Гавайи) — Маршалловы Острова —  Уналашка (Аляска, Россия) — Гавайские острова (Королевство Гавайи) — Маршалловы Острова — Гуам — Манила (Испания) — Кейптаун — остров Святой Елены (Великобритания) — Портсмут (Великобритания) — Копенгаген (Дания) — Ревель — Кронштадт (Россия).
- 4 апреля 1816 года, возле архипелага Туамоту (острова Россиян), Коцебу отметил на карте остров, названный им Сомнительным, сомневаясь, не является ли он островом «Собачьим», открытым в 1616 году голландцем Скоутеном. Вскоре здесь же были открыты необитаемые атоллы Румянцева, Спиридова, Рюрик и Крузенштерна. Далее Коцебу направился к островам Пенрин (Тонгарева), впервые увиденным европейцами в 1788 году (английским капитаном Севером); 19 апреля, Коцебу отметил их на карте. Дальше Коцебу пошёл на северо-запад, пересёк экватор, и в северной части Маршалловых островов, в цепи Ратак, 9 мая открыл атоллы Кутузова и Суворова, связанные коралловым рифом.

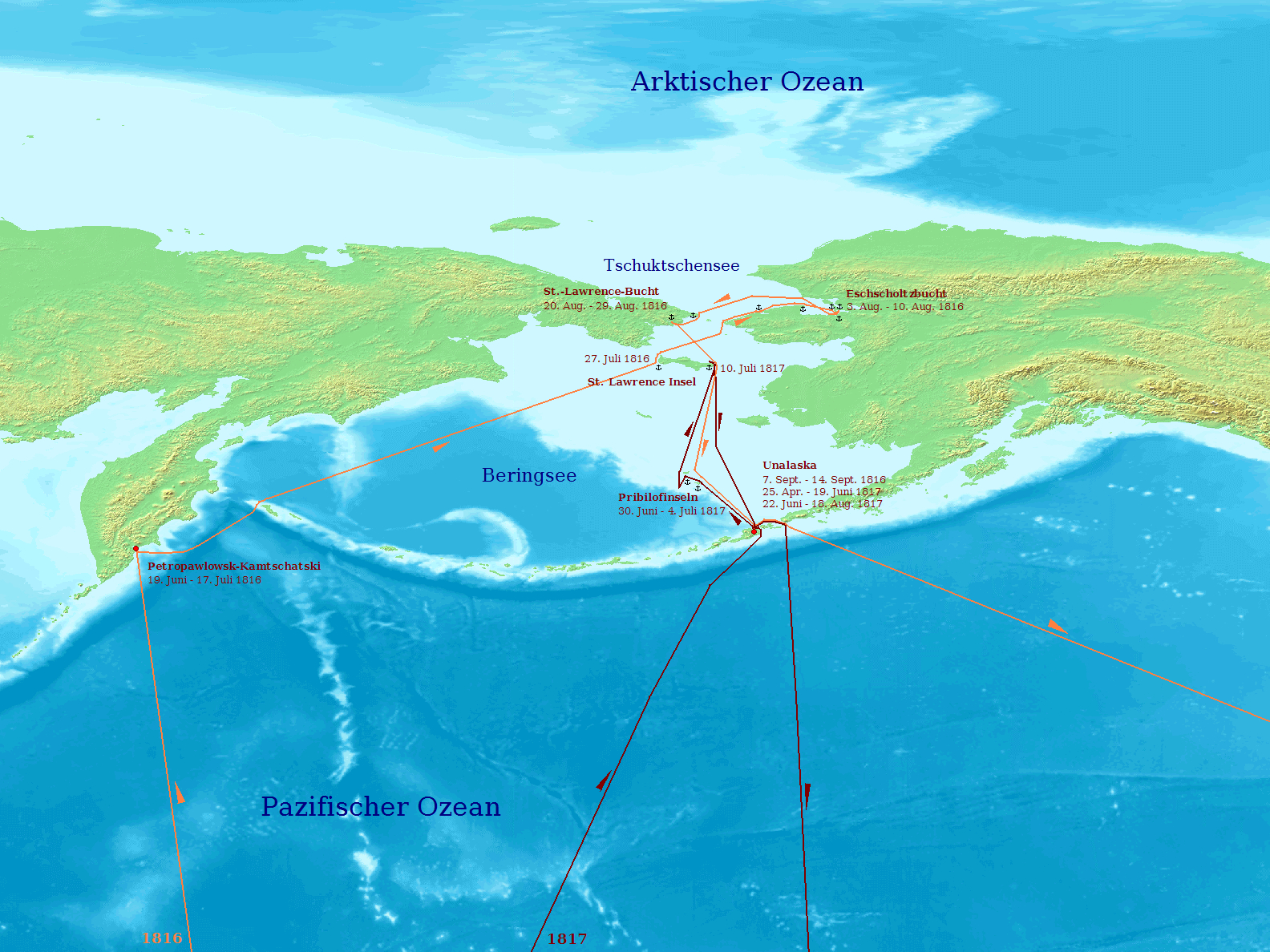
Исследования в Беринговом море

- Стремясь попасть на Камчатку в благоприятное для исследований время года, Коцебу повернул на север и уже 7 июня 1816 года был в Петропавловске. Здесь «Рюрик» был обшит медью, оставшейся от шлюпа «Диана» В. М. Головнина.
- 3 июля 1816 года «Рюрик» отправился в Берингово море. На берегу были оставлены Вормскильд (по причине конфликта) и лейтенант Иван Захарьин (по причине болезни); на корабле, таким образом осталось всего два офицера: Коцебу и лейтенант Глеб Семёнович Шишмарёв. Определив координаты северной оконечности острова Беринга, Коцебу прошёл к острову Св. Лаврентия и высадился на его южном берегу; 18 июля «Рюрик» был в Беринговом проливе. Здесь Коцебу стал жертвой ошибки, посчитав остров Ратманова за третий в группе островов Диомида; тогда как эти острова состоят только из двух островов: Ратманова и Крузенштерна и скалы Фэруэй. Следуя вдоль побережья Аляски «Рюрик» прошёл мимо бухты Шишмарёва и острова Сарычева и 20 июля подошёл к большому заливу, который первоначально Коцебу ошибочно посчитал проходом в Северный Ледовитый океан. Описав этот залив, названный позже заливом Коцебу с бухтой Эшшольца и островом Шамиссо, Коцебу на запад, — к мысу Дежнёва и, описав берег залива Лаврентия с двумя небольшими островами Хромченко и Петрова, названных так в честь штурманов «Рюрика»[1], Коцебу 17 августа повернул на юг и 26 августа был в бухте Иллюлюк острова Уналашка.
- С 14 сентября по 1 октября 1816 года "Рюрик " совершил переход из Уналашки в Сан-Франциско.
- 20 октября 1816 года «Рюрик» вышел из Сан-Франциско и 15 ноября стал на якорь вблизи Гонолулу (остров Оаху), где были произведены магнитные наблюдения и наблюдения над приливами.

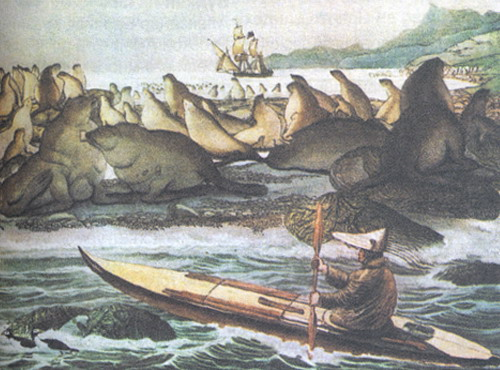
Бриг «Рюрик» у острова Святого Павла на акварели Людвига Хориса.

- 2 декабря 1816 года «Рюрик» вышел из Гонолулу в направлении Маршалловых островов, на пути к которым, 20 декабря, был открыт обитаемый атолл Нового года. Через три дня был обнаружен атолл, названных островом Румянцева. Наладив, в результате месячного пребывания в лагуне острова, контакт с местными жителями Коцебу узнал о расположении близлежащих островов и в течение февраля открыл ещё 4 острова: Чичагова, Аракчеева, Де-Траверсе и Крузенштерна, располагавшихся в цепи Радак.
- 28 февраля 1817 года «Рюрик» направился на север к острову Уналашка, куда пришёл 12 апреля. Во время перехода, 1 апреля — во время шторма, на «Рюрике» был сломан бушприт, ранено несколько матросов и сам Коцебу[2] так, что он почти не вставал с постели. Летние исследования в северной части Берингова моря оказались под угрозой, однако исправив повреждения и взяв на борт 15 алеутов с байдарами для исследования побережий, «Рюрик» 17 июня взял курс на север. Миновав острова Св. Павла и Св. Георгия, «Рюрик» был вынужден 28 июня встать на якорь у восточного берега острова Св. Лаврентия, поскольку Берингово море ещё не очистилось от льда.

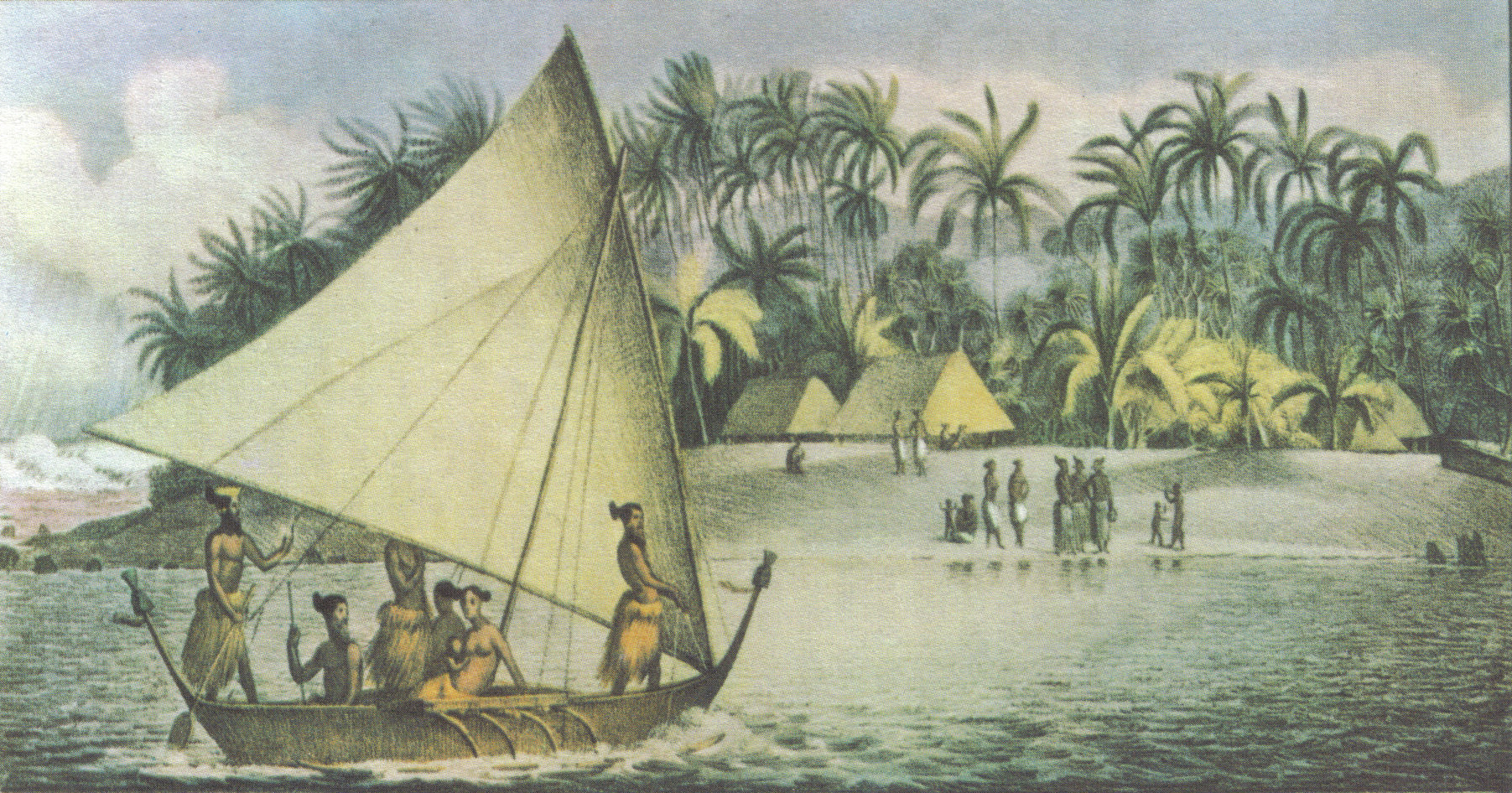
Каноэ аборигенов Туамоту. Акварель Людвига Хориса

- В результате ухудшения здоровья О. Е. Коцебу было принято решение возвратиться на юг. С 10 по 16 августа 1817 года «Рюрик» находился в Уналашке; затем ушёл на юг и 19 октября стал на якорь в лагуне острова Румянцева. Отсюда экспедиция отправилась в западном направлении — в Кронштадт. На пути к Филиппинам 23 октября 1817 года был открыт обитаемый атолл Гейдена; 5 декабря «Рюрик» бросил якорь в Маниле, где капитально ремонтировался перед длительным переходом на родину.
- 17 января 1818 года «Рюрик» вышел в море и зайдя в Кейптаун, направился к острову Св. Елены, где англичане, охранявшие заточённого здесь Наполеона, встретили его пушечными выстрелами с береговой батареи. Зайдя затем в Портсмут и Копенгаген он зашёл в Ревель.
- 22 июля 1818 года бриг «Рюрик» вернулся в Кронштадт и вскоре стоял на якоре на Неве перед домом Николая Петровича Румянцева, снарядившего эту экспедицию.

## Результаты экспедиции
В Тихом океане было открыто множество островов, залив Коцебу. О. Е. Коцебу сделал предположение, основанное на виде и положении Берингова пролива о том, «что Азия некогда была соединена с Америкой: острова Гвоздева суть остатки бывшего прежде соединения мыса Восточного (Дежнёва) с мысом Принца Валийского (Уэльского)».
В заливе Коцебу был впервые открыт и описан ископаемый лёд, найдены останки мамонта.
Первые сообщения об экспедиции были опубликованы в британском научном журнале Philosophical Magazine. Предположительно, из-за ошибки перевода, было заявлено, что экспедиция обнаружила в море айсберг, часть поверхности которого была покрыта почвой, на которой росли деревья. Останки мамонта тоже, якобы, были найдены на айсберге, причём уточнялось, что они сгнили и издавали неприятный запах.